# Beside Myself
Beside Myself — четвёртый студийный альбом британской рок-группы Basement. Он был выпущен 12 октября 2018 года лейблом Fueled by Ramen. Он является их первым и единственным альбомом, выпущенным лейблом Fueled by Ramen. Альбом был спродюсирован Колином Бриттэйном и самой группой, инженером был Алекс Прието, а микшированием занимался Рич Кости

## История
В мае группа отправилась в совместное турне по США с Citizen; их поддерживали Pronoun и Souvenirs. 1 августа было объявлено, что альбом Beside Myself выйдет в октябре. Наряду с этим был выпущен ведущий сингл «Disconnect»; сопровождающий его музыкальный клип снял Адам Пауэлл. Второй сингл, «Stigmata», был выпущен 7 сентября. Третий сингл, «Be Here Now», был представлен на сайте Billboard 2 октября 2018 года. 11 октября был выпущен клип на эту песню, снятый Мейсоном Мерсером.
Beside Myself был выпущен 12 октября на лейбле Fueled by Ramen. После этого группа отправилась в двухнедельное турне по США при поддержке Elder Brother и Pllush. В ноябре они отправились в турне по Великобритании в качестве хедлайнеров при поддержке Joyce Manor. В апреле 2019 года в рамках Record Store Day был выпущен 7-дюймовый виниловый сингл «Be Here Now» с бонус-треком «Are You the One» на второй стороне. В течение этого месяца группа отправилась в турне по Австралии с The Story So Far. После этого группа отправилась в турне по США с Nothing, Gouge Away и Teenage Wrist.

## Отзывы
| Оценки критиков | Оценки критиков |
| Источник        | Оценка          |
| --------------- | --------------- |
| Kerrang!        | 3/5             |

Альбом получил положительные отзывы от современных музыкальных критиков.

## Список композиций
| №   | Название               | Длительность |
| --- | ---------------------- | ------------ |
| 1.  | «Disconnect»           | 3:29         |
| 2.  | «Be Here Now»          | 3:29         |
| 3.  | «Nothing Left»         | 2:45         |
| 4.  | «Ultraviolet»          | 3:55         |
| 5.  | «Keepsake»             | 3:31         |
| 6.  | «Changing Lanes»       | 1:24         |
| 7.  | «Stigmata»             | 3:34         |
| 8.  | «New Coast»            | 3:53         |
| 9.  | «Just a Life»          | 3:43         |
| 10. | «Slip Away»            | 2:57         |
| 11. | «Reason for Breathing» | 2:24         |
| 12. | «Right Here»           | 4:06         |